# 武垣県
武垣県（ぶえん-けん）は中華人民共和国河北省にかつて存在した県。現在の河間市一帯に相当する。
秦朝により現在の滄州市粛寧県南東部に設置される。583年（開皇3年）、隋朝により県治が現在の河間市に遷された。606年（大業2年）に廃止されたが、唐朝が整理すると622年（武徳5年）に再設置された。627年（貞観元年）に廃止された。